# Fernando Padilla
Fernando Padilla (Ciudad Juárez, 15 de dezembro de 1996) é um lutador mexicano de artes marciais mistas que competiu na categoria peso pena do Ultimate Fighting Championship (UFC).

## Carreira no MMA
Padilla começou sua carreira profissional em abril de 2015, indo 5-0 (incluindo uma duologia contra Kaleb Gonzales) antes de ser derrotado em março de 2017 por Dan Ige em um evento do Cage Fury Championships.
Durante os quatro anos seguintes, Padilla competiu por diversas promoções, incluindo Legacy Fighting Alliance e King of the Cage, nas quais obteve 7 vitórias e 3 derrotas.
Em 21 de março de 2021, no Fury FC 49, Padilla derrotou Cameron Graves por nocaute técnico após uma joelhada no segundo round e foi coroado campeão do Fury FC. A luta seria a última antes de assinar com o UFC, dois anos depois.

### Ultimate Fighting Championship
Padilla fez sua estreia na promoção contra Julian Erosa no dia 29 de abril de 2023 no UFC on ESPN 45. Ele venceu a luta por nocaute técnico no primeiro round.
Padilla enfrentou Kyle Nelson no dia 16 de setembro de 2023 no UFC Fight Night 227. Ele perdeu a luta por decisão unânime.
Padilla enfrentou Luis Pajuelo no dia 23 de março de 2024, no UFC on ESPN 53. Ele venceu a luta por finalização com um brabo estrangulamento no primeiro round. Esta vitória lhe rendeu o prêmio de Performance da Noite.

## Campeonatos e realizações
- Fury Fighting Championships
  - Campeonato Peso Pena do Fury FC (Uma vez)

- Ultimate Fighting Championship
  - Performance da Noite (Uma vez) vs. Luis Pajuelo

## Cartel no MMA
| Cartel no MMA   |             |            |
| 21 lutas        | 16 vitórias | 5 derrotas |
| Por nocaute     | 5           | 0          |
| Por finalização | 9           | 0          |
| Por decisão     | 2           | 5          |

| Res.    | Cartel | Oponente               | Método                                   | Evento                                   | Data       | Round | Tempo | Local                    | Notas                 |
| ------- | ------ | ---------------------- | ---------------------------------------- | ---------------------------------------- | ---------- | ----- | ----- | ------------------------ | --------------------- |
| Vitória | 16–5   | Luis Pajuelo           | Finalização (triângulo de mão)           | UFC on ESPN: Ribas vs. Namajunas         | 23/03/2024 | 1     | 2:45  | Las Vegas, Nevada        | Performance da Noite. |
| Derrota | 15–5   | Kyle Nelson            | Decisão (unânime)                        | UFC Fight Night: Grasso vs. Shevchenko 2 | 16/09/2023 | 3     | 5:00  | Las Vegas, Nevada        |                       |
| Vitória | 15–4   | Julian Erosa           | Nocaute técnico (socos)                  | UFC on ESPN: Song vs. Simón              | 29/04/2023 | 1     | 1:41  | Las Vegas, Nevada        |                       |
| Vitória | 14–4   | Cameron Graves         | Nocaute técnico (joelho)                 | Fury FC 46                               | 16/05/2021 | 2     | 1:19  | Texas                    |                       |
| Vitória | 13–4   | Nate Richardson        | Decisão (divisão)                        | LFA 99                                   | 12/02/2021 | 3     | 5:00  | Park City, Kansas        |                       |
| Derrota | 12–4   | Spike Carlyle          | Decisão (unânime)                        | CXF 17                                   | 9/03/2019  | 3     | 5:00  | Los Angeles, California  |                       |
| Vitória | 12–3   | Donald Sanchez         | Nocaute técnico (socos)                  | LFA 58                                   | 25/01/2019 | 2     | 1:27  | Albuquerque, Novo México |                       |
| Vitória | 11–3   | Fard Muhammad          | Finalização (estrangulamento triangular) | KOTC - 20th Anniversary                  | 27/10/2018 | 3     | 1:19  | Ontario, California      |                       |
| Derrota | 10–3   | Kurt Kinser            | Decisão (divisão)                        | KOTC - Under Siege                       | 4/05/2018  | 3     | 5:00  | Alpine, California       |                       |
| Derrota | 10–2   | Talison Soares Costa   | Decisão (unânime)                        | LFA 30                                   | 12/01/2018 | 3     | 5:00  | Costa Mesa, California   |                       |
| Vitória | 10–1   | Jeff Mesa              | Nocaute técnico (socos)                  | Mid-Pacific Championships 5              | 18/11/2017 | 1     | 3:36  | Honolulu, Hawai          |                       |
| Vitória | 9–1    | Darrick Minner         | Finalização (armlock triangular)         | LFA 25                                   | 20/10/2017 | 1     | 3:10  | Omaha, Nebraska          |                       |
| Vitória | 8–1    | Ryan Fillingame        | Nocaute                                  | KOTC - Never Quit                        | 2/09/2017  | 1     | 0:35  | Ontario, California      |                       |
| Vitória | 7–1    | Sergio Perez           | Finalização (chave de braço)             | CXF 9 - Cali Kings                       | 19/08/2017 | 1     | 1:21  | Los Angeles, California  |                       |
| Derrota | 6–1    | Dan Ige                | Decisão (unânime)                        | CFFC 64                                  | 25/03/2017 | 3     | 5:00  | San Diego, California    |                       |
| Vitória | 6–0    | Edgar Diaz Guzman      | Finalização (estrangulamento triangular) | Combate Extremo - Nino vs. Loco          | 18/11/2016 | 1     | 1:12  | Monterrey                |                       |
| Vitória | 5–0    | Keni Harrison          | Finalização (chave de braço)             | RC 5 - Red Cage 5                        | 11/01/2016 | N/A   | 0:44  | Chihuahua                |                       |
| Vitória | 4–0    | Kaleb Gonzales         | Finalização (chave de braço)             | RC 2 - Red Cage 2                        | 19/12/2015 | 1     | 0:00  | Chihuahua                |                       |
| Vitória | 3–0    | Kaleb Gonzales         | Finalização (estrangulamento triangular) | MMA Revolution: Iron Kick vs. Red Cage   | 20/11/2015 | 1     | 2:50  | Durango                  |                       |
| Vitória | 2–0    | Jose Landeros Gonzalez | Finalização (chave de braço)             | RC 1 - Red Cage 1                        | 15/08/2015 | 1     | 2:03  | Chihuahua                |                       |
| Vitória | 1–0    | Carlos Rivera          | Decisão (unânime)                        | WBG 8                                    | 18/04/2015 | 3     | 5:00  | Chihuahua                |                       |